# Bheemagondanahalli, Challakere
Bheemagondanahalli là một làng thuộc tehsil Challakere, huyện Chitradurga, bang Karnataka, Ấn Độ.